# Alaska Aces
Die Alaska Aces waren ein US-amerikanisches Eishockeyteam aus der ECHL, das in Anchorage im US-Bundesstaat Alaska beheimatet war. Von 2015 bis 2017 fungierte es als Farmteam der Vancouver Canucks aus der National Hockey League. Das Franchise stellte den Spielbetrieb zum Ende der Saison 2016/17 ein.
Das Team wurde 1989 unter dem Namen Anchorage Aces gegründet und spielte in der Pacific Southwest Hockey League. 1992 wechselten sie in die Pacific Northwest Hockey League, bevor sie 1996 in die West Coast Hockey League wechselten. 2002 stand das Team vor dem finanzielle Ruin und wurde auf eBay zum „Verkauf“ angeboten. Durch lokale Geldgeber wurde der Club letztlich unter dem neuen Namen in die ECHL eingebracht, nachdem diese die WCHL übernommen hatte. In der Saison 2005/06 gewann das Team erstmals den Kelly Cup, die Meisterschaft der ECHL. Fünf Saisons später wurde der zweite Meistertitel in der ECHL errungen.
Die Aces trugen ihre Heimspiele in der George M. Sullivan Arena aus, einer Mehrzweckhalle mit 6.399 Plätzen. Ihre Teamfarben waren schwarz, glacierblau, silber und weiß.

## Geschichte

### Gründung und Anfangsjahre
Dennis Sorenson gründete ein Amateur-Eishockeyteam mit dem Namen Anchorage Aces, um einen regionalen Gegner für die in Fairbanks spielenden Gold Kings zu schaffen. In der Saison 1989/90 bestritten beide Mannschaften untereinander vier inoffizielle Begegnungen. In der folgenden Saison gab es 22 Spiele, 20 davon mit der Beteiligung von USA Hockey, die als Senior Men's Open National Championship in Fairbanks ausgetragen wurde. Aus dieser Serie gingen die Anchorage Aces als Sieger hervor.
1991/92 traten die Aces der Pacific Northwest Hockey League (PNHL) bei, in der sie sechs ihrer Heimspiele in der Sullivan Arena und acht „Heimspiele“ im Central Peninsula Sports Center in Soldotna austrugen. Sie beendeten die PNHL-Saison mit 16 Siegen, zwölf Niederlagen und zwei Overtime-Niederlagen auf dem zweiten Platz, den sie im selben Jahr auch in der nationalen Amateurliga belegten.
In der Folgesaison gewannen sie unter dem Trainer Mike Ashley 19 Spiele bei nur drei Niederlagen die PNHL-Meisterschaft und erreichten erneut den zweiten Platz in der Nationalen Amateurliga hinter den Chicago Chargers. 1993/94 führte Cheftrainer Steve Gasparini die Mannschaft zum Gewinn der nationalen Amateurmeisterschaft, in der sie im Finale als Sieger gegen die Fresno Falcons vom Eis gingen. Ein Jahr später mussten sie sich im Finale den Fairbanks Gold Kings geschlagen geben.

### West Coast Hockey League
Nach dem fehlgeschlagenen Versuch, eine neue Liga zu gründen, schlossen sich die Aces 1995/96 der neuen West Coast Hockey League an, in der sie bis zu deren Zusammenschluss mit der East Coast Hockey League in der Saison 2002/03 spielten.
Nach der Saison bekamen das Team aus Alaska mit Mike Cusack Jr. einen neuen Besitzer. In den Liga-Playoffs lag die Mannschaft im Halbfinale gegen die Fresno Falcons 3:1-Siege zurück, da die Falcons jedoch im vierten Spiel aufgrund von Verletzungen und Sperren nicht die Mindestanzahl an Spielern stellen konnten, wurde dieses Spiel für Alaska gewertet. Anschließend entschieden sie das entscheidende fünfte Spiel 5:3 für sich und zogen ins Finale um den Taylor Cup – der Meisterschaftstrophäe der WCHL – ein, welches allerdings verloren ging.
Im November 2000 wurde zudem Stirling Wright als Assistenztrainer und Personaldirektor in das Franchise geholt, der die Mannschaft mit den früheren NHL-Spielern Vincent Riendeau im Tor und Kevin Brown im Angriff verstärkte.
Zur Folgespielzeit ernannte die Teamführung Wright zusätzlich zum Vizepräsidenten und General Manager. Wright verpflichtete den früheren NHL-Spieler- und -trainer Butch Goring als neuen Cheftrainer für die Aces. Lediglich mit vier Spielern aus der Vorsaison verlängerte er die Verträge. Stattdessen wurden weitere frühere NHL-Spieler – Verteidiger Jim Paek, Torwart Scott Bailey sowie die Stürmer Todd Harkins, Daniel Goneau und Clayton Beddoes – verpflichtet. Beddoes beendete seine Karriere nach nur fünf Spielen jedoch wegen einer Schulterverletzung. Die Aces führten eine Sieggarantie ein, wonach die Fans im Falle einer Niederlage mit Freikarten für das nächste Spiel „entschädigt“ wurden.
Nach einem schlechten Saisonstart wurde Butch Goring entlassen und durch den früheren Cheftrainer Poddubny ersetzt. Nach Meinungsverschiedenheiten mit der Teamführung verließ auch General Manager Wright die Mannschaft sowie ein Großteil der Spieler. Das Team wirtschaftete zwar gut, aber von den finanziellen Schwierigkeiten des Besitzers Cusack blieb auch die Eishockeymannschaft nicht verschont, sodass einige Spieler und Mitarbeiter nur noch unregelmäßige Gehaltszahlungen erhielten.
Im Mai 2002 stellten Mike Cusack und seine Geschäftspartner einen Insolvenzantrag, da die Aces mit etwa zwei Millionen US-Dollar verschuldet waren. Im Juni wurde das Franchise bei einem Internet-Auktionshaus zum „Verkauf“ angeboten und Cusack akzeptierte das Höchstgebot von Duncan Harrison, der für das Team 1,862 Millionen US-Dollar geboten hatte. Jedoch lehnte der Insolvenzrichter Donald MacDonald das Angebot von Harrison ab und verkaufte die Anchorage Aces für 1,05 Millionen US-Dollar an eine siebenköpfige regionale Investorengruppe, welche von Terry Parks angeführt wurde.

### ECHL
In der Spielzeit 2003/04 wurde die WCHL in die ECHL integriert, in der sie seitdem unter dem neuen Namen Alaska Aces am Spielbetrieb teilnimmt. Mit der Namensänderung erhielt die Mannschaft zudem ein neues Logo sowie ein neues Trikotdesign.
In der Saison 2004/05 machte das Team auf sich aufmerksam, als sie den aus Anchorage stammenden NHL-Stürmer Scott Gomez während des NHL-Lockout in die Mannschaft holten, welcher die Saison als Topscorer und MVP der Liga beendete.
2006 bestritten die Aces mit 113 Minuten und 30 Sekunden das drittlängste Spiel der ECHL-Geschichte, als sie in der dritten Verlängerung gegen die Las Vegas Wranglers als Sieger das Eis verließen. Außerdem wurden sie neben den South Carolina Stingrays der zweite Club der ECHL-Geschichte, der in der gleichen Saison den Henry Brabham Cup und den Kelly Cup gewann. Der Titelgewinn über die Gwinnett Gladiators nach fünf Spielen war der erste professionelle Sporttitel in dem nördlichsten US-Bundesstaat seit 1980. In der Saison 2006/07 erreichte das Team das Conference-Finale und in der Saison 2008/09 standen sie erneut im Finale um den Kelly Cup, welches in der Serie knapp mit 4:3 gegen die South Carolina Stingrays verloren ging. Zur Saison 2009/10 übernahm Brent Thompson das Amt des Cheftrainers. In der Spielzeit 2010/11 gewannen die Aces ihren zweiten Kelly Cup nach einem Sieg in der Finalserie gegen die Kalamazoo Wings.
Trotz eines weiteren Kelly-Cup-Gewinns am Ende der Saison 2013/14 musste das Franchise stetig sinkende Zuschauerzahlen sowie schwindende Unterstützung von Sponsoren verkraften, sodass das Team im Februar 2017 bekanntgab, den Spielbetrieb aufgrund finanzieller Nöte zum Ende der Saison 2016/17 einzustellen.

## Saisonstatistik
Legende: Sp. = Spiele, S = Siege, N = Niederlagen, U = Unentschieden, NNV = Niederlage nach Verlängerung, PNL = Niederlage nach Penaltyschießen, Pkt. = Punkte, PCT = Siegquote, GF = Geschossene Tore, GA = Gegentore, PIM = Strafminuten
| Saison  | Liga | Sp.  | S   | N   | U  | NNV | PNL | Pkt. | PCT   | GF   | GA   | PIM   | Cheftrainer                                             | Playoffs                                |
| 1995/96 | WCHL | 58   | 24  | 29  | 0  | 5   | 0   | 53   | 0.414 | 271  | 299  | 1758  | Steve Gasparini                                         | Nicht qualifiziert                      |
| 1996/97 | WCHL | 64   | 41  | 18  | 0  | 5   | 0   | 87   | 0.641 | 349  | 260  | 2142  | Walt Poddubny                                           | Niederlage im Finale                    |
| 1997/98 | WCHL | 64   | 36  | 20  | 0  | 8   | 0   | 80   | 0.562 | 308  | 261  | 2075  | Walt Poddubny                                           | Niederlage in der zweiten Runde         |
| 1998/99 | WCHL | 71   | 46  | 22  | 0  | 3   | 0   | 95   | 0.648 | 332  | 260  | 1759  | Walt Poddubny                                           | Niederlage in der zweiten Runde         |
| 1999/00 | WCHL | 74   | 31  | 34  | 0  | 9   | 0   | 71   | 0.419 | 272  | 334  | 1828  | Walt Poddubny, Bob Wilkie, Derek Donald, Steve MacSwain | Nicht qualifiziert                      |
| 2000/01 | WCHL | 72   | 27  | 41  | 0  | 4   | 0   | 58   | 0.375 | 264  | 324  | 1820  | Walt Poddubny, Stirling Wright                          | Nicht qualifiziert                      |
| 2001/02 | WCHL | 72   | 19  | 44  | 0  | 9   | 0   | 47   | 0.264 | 222  | 350  | 1573  | Butch Goring, Stirling Wright, Walt Poddubny            | Niederlage in der ersten Runde          |
| 2002/03 | WCHL | 72   | 21  | 46  | 0  | 5   | 0   | 47   | 0.292 | 210  | 327  | 1926  | Rod Davidson, Perry Florio                              | Nicht qualifiziert                      |
| 2003/04 | ECHL | 72   | 38  | 28  | 6  | 0   | 0   | 82   | 0.569 | 220  | 210  | 1648  | Davis Payne                                             | Niederlage in der zweiten Runde         |
| 2004/05 | ECHL | 72   | 45  | 19  | 8  | 0   | 0   | 98   | 0.681 | 233  | 187  | 1389  | Davis Payne                                             | Niederlage in der dritten Runde         |
| 2005/06 | ECHL | 72   | 53  | 12  | 7  | 0   | 0   | 113  | 0.785 | 289  | 168  | 1786  | Davis Payne                                             | Kelly Cup                               |
| 2006/07 | ECHL | 72   | 49  | 16  | 7  | 0   | 0   | 105  | 0.729 | 270  | 176  | 1972  | Davis Payne                                             | Niederlage im Conference-Finale         |
| 2007/08 | ECHL | 72   | 41  | 26  | 0  | 4   | 1   | 87   | 0.604 | 245  | 249  | 1319  | Keith McCambridge                                       | Niederlage im Conference Halbfinale     |
| 2008/09 | ECHL | 72   | 45  | 24  | 1  | 2   | 0   | 93   | 0.646 | 232  | 181  | 1537  | Keith McCambridge                                       | Niederlage im Finale                    |
| 2009/10 | ECHL | 72   | 36  | 28  | 4  | 4   | 0   | 80   | 0.556 | 232  | 240  | 1566  | Brent Thompson                                          | Niederlage in der ersten Runde          |
| 2010/11 | ECHL | 72   | 47  | 22  | 2  | 1   | 0   | 97   | 0.674 | 241  | 174  | 947   | Brent Thompson                                          | Kelly Cup                               |
| 2011/12 | ECHL | 72   | 43  | 18  | 3  | 8   | 0   | 97   | 0.674 | 224  | 172  | 929   | Rob Murray                                              | Niederlage in der dritten Runde         |
| Gesamt  | 2    | 1123 | 597 | 422 | 37 | 65  | 1   | 1297 | 0.577 | 4182 | 3991 | 26437 | 13                                                      | 13 Playoffteilnahmen, 2 Meisterschaften |

## Bekannte Spieler

### NHL-erfahrene Spieler
- 1997–1999 Wade Brookbank
- 1997/98 David Latta
- 2000/01 Kevin Brown
- 2000/01 Rick Hayward
- 2000/01 Vincent Riendeau
- 2001/02 Jim Paek
- 2001/02 Clayton Beddoes
- 2001/02 Parris Duffus
- 2002/03 Christian Soucy
- 2002/03 Ty Jones
- 2004/05 Matt Underhill
- 2004/05 Scott Gomez
- 2005/06 Mike Stuart
- 2005/06 Colin Hemingway
- 2013/14 Laurent Brossoit

### Spieler in Europa
- 1995/96 Stefan Grogg
- 1999/00, 2002/03 Ruslan Batyrschin
- 1999–2002 Denis Pigolitsin
- 1999/00 Bob Wilkie
- 1999/00 Georgijs Pujacs
- 2000/01 Olie Sundström
- 2001/02 Juri Kriwochija
- 2004/05 Chris Lipsett
- 2009/10 Josh Soares
- 2010/11 Sebastian Dahm
- 2012–2014 Evan Trupp
- 2016/17 Jack Combs

Die Listen sind nicht abschließend

### Gesperrte Trikotnummern
- 8 – Keith Street
- 18 – Dean Larson